# Крапчев, Данаил
Данаил Василев Крапчев (болг. Данаил Василев Крапчев; 15 декабря 1880, Прилеп — 10 сентября 1944, Горна Джумая) — болгарский журналист и националистический политик. Активист ВМОРО и ВМРО. Редактор популярных право-националистических изданий. Убит боевиками БКП, посмертно приговорён Народным судом к смертной казни. Реабилитирован в 1994 году. Считается одним из основателей болгарской журналистики.

## Болгаро-македонский активист. Начало журналистской деятельности
Родился в семье националистического политика Васила Крапчева, активного участника болгарского движения в Македонии. Политически разделял позиции отца. В 1906 окончил исторический факультет Софийского университета.
Журналистскую деятельность Данаил Крапчев начал в еженедельнике Македоно-одрински преглед. Возглавлял ячейку ВМОРО. Вместе с Пейо Яворовым и Василом Пасковым редактировал нелегальное издание ВМРО Илинден, затем газеты Отечество, Родина, Вардар, Българин, Пряпорец.
В годы Первой мировой войны Крапчев был военным корреспондентом в болгарской армии.

## Влиятельный редактор. Националист, демократ, антикоммунист
В 1919 году Данаил Крапчев основал ежедневную газету Зора, выходившую 25 лет. «Зора» являлась одним из самых популярных и авторитетных изданий Болгарии, серьёзно влияла на общественные настроения. Профессиональными образцами для газеты являлись Le Temps и The Times. Политически «Зора» ориентировалась на Демократическую партию Александра Малинова и Андрея Ляпчева. При этом сам Крапчев не являлся членом партии и строго соблюдал принцип организационной и финансовой независимости издания.
Крапчев занимал революционно-националистические позиции, призывал к объединению болгар в национальном государстве, был сторонником присоединения Македонии к Болгарии, противником югославских властей сербского национализма (при этом у него установились дружественные отношения с националистами хорватскими). В то же время Крапчев был сторонником демократического строя. Он выступал против лево-аграристского авторитаризма Александра Стамболийского, но резко критиковал и репрессивную политику Александра Цанкова.
После переворота 19 мая 1934 Крапчев был интернирован правительством Кимона Георгиева. Освобождён после отстранения группы «Звено» от власти.
Данаил Крапчев был последовательным антикоммунистом и выступал с антисоветских позиций:

Нет большего блага для человека, чем личная свобода. Она есть цель сама по себе. Без неё человек как рыба на суше. Поэтому диктатура, проповедуемая, например, коммунистами, есть мракобесие.

Любая партия власти, как коммунисты, может переарестовать своих политических противников, избавиться от конкурентов. Так правят русские большевики. Это никакая не демократия — это тирания.

Подвергался критике в коммунистической печати. Крайне негативно упоминал Крапчева в политических памфлетах коммунистический публицист и художник-карикатурист Александр Жендов.
Занимался медиа-менеджментом, руководил акционерными обществами Български печат и Преса. Данаил Крапчев активно участвовал в деятельности болгаро-македонских организаций. Был соучредителем Македонского научного института, руководился Союзом македонских молодёжных организаций. После убийство Александра Протогерова в 1928 некоторое время редактировал газету Македония.

## Позиция во Второй мировой войне. Правительство и Комитеты действия
К участию Болгарии во Второй мировой войне Крапчев подходил с точки зрения болгарского национально-объединительного проекта. Поддержал сотрудничество с Третьим рейхом, хотя не являлся сторонником нацизма и фашизма.

Коммунисты нападали на Крапчева как на германофила и фашиста. Они не знали, что на самом деле Крапчев был убеждённым демократом. К национал-социализму он относился отрицательно. Но он размышлял: «Если Советский Союз делает общее дело с ультракапиталистической Англией и ультракапиталистической Америкой, почему нам во имя наших национальных интересов не принять сотрудничества с гитлеровской Германией, которая обещает нам помочь? Это вовсе не означает отрицания демократии».

Петр Тодоров, министр финансов Болгарии в 1923—1926 и 1934—1935

В апреле 1941 премьер-министр Богдан Филов поручил Данаилу Крапчеву организовать взаимодействие правительства с Болгарскими комитетами действия, готовившими присоединение к Болгарии оккупированных югославских территорий.

## Убийство и посмертная казнь. Реабилитация и память
В 1942 Центральная военная комиссия компартии приняла решение об убийстве Данаила Крапчева как «главного из преступников пера». Было совершено покушение, в результате которого Крапчев получил ранение.
9 сентября 1944 Данаил Крапчев был захвачен коммунистическими боевиками и на следующий день убит. Посмертно приговорён Народным судом к смертной казни. Жена и дети Крапчева были интернированы, семейное имущество конфисковано. Газета «Зора» подверглась запрету, редакция разгромлена, некоторые сотрудники убиты.
В 1994 году Данаил Крапчев реабилитирован Верховным судом Болгарии.
В современной Болгарии Данаил Крапчев пользуется уважением за патриотизм и демократические взгляды, считается одним из основателей национальной журналистики.